# Apanteles lacteipennis
Apanteles lacteipennis är en stekelart som först beskrevs av Curtis 1830.  Apanteles lacteipennis ingår i släktet Apanteles och familjen bracksteklar. Inga underarter finns listade i Catalogue of Life.